# Oliver Stanley
Oliver Frederick George Stanley (ur. 4 maja 1896 w Londynie, zm. 10 grudnia 1950) – brytyjski arystokrata i polityk, młodszy syn Edwarda Stanleya, 17. hrabiego Derby, i lady Alice Montagu, córki 7. księcia Manchester.
Wykształcenie odebrał w Eton College. Walczył we Francji podczas I wojny światowej, dosłużył się stopnia kapitana. Został odznaczony Military Cross. Później rozpoczął pracę jako prawnik. W 1924 r. wystartował w wyborach do Izby Gmin w okręgu Westmorland, które wygrał i zasiadł w parlamencie. W 1945 r. zamienił okręg wyborczy na Bristol West.
Wkrótce został zauważony przez czołowych polityków Partii Konserwatywnej, i w latach 30. piastował wiele stanowisk ministerialnych, m.in. ministra transportu, ministra pracy, przewodniczącego Zarządu Handlu i przewodniczącego Rady Edukacji. Jako minister transportu wprowadził ograniczenie prędkości do 30 mil na godzinę oraz egzaminy na prawo jazdy. W maju 1938 r. doszło do dość niezwykłego wydarzenia, kiedy w jednym rządzie z Oliverem znalazł się jego starszy brat, lord Stanley. Ten niezwykły stan utrzymywał się przez pięć miesięcy, do śmierci lorda Stanleya.
W styczniu 1940 r. Stanley został ministrem wojny (ten sam urząd dzierżył jego ojciec podczas I wojny), ale gabinet Chamberlaina upadł po paru miesiącach, a nowy premier, Winston Churchill, nie dał Stanleyowi nowego stanowiska. Uczynił to dopiero w 1942 r., mianując go ministrem kolonii.
Stanley utracił stanowisko po klęsce konserwatystów w wyborach 1945 r. W następnych latach czynnie brał udział w odbudowie znaczenia i pozycji partii. Rychło jednak poważnie podupadł na zdrowiu i zmarł w 1950 r., na rok przez powrotem konserwatystów do władzy. W nowym rządzie miał objąć stanowisko Kanclerza Skarbu.
4 listopada 1920 r. poślubił lady Maureen Helen Vane-Tempest-Stewart (6 grudnia 1900 – 20 czerwca 1942), córkę Charlesa Vane-Tempest-Stewarta, 7. markiza Londonderry i Edith Chaplin, córki 1. wicehrabiego Chaplin. Oliver i Maureen mieli razem syna i córkę:
- Michael Charles Stanley (ur. 11 sierpnia 1921), ożenił się z Aileen Smith, ma dzieci
- Kathryn Edith Helen Stanley (ur. 4 listopada 1923), żona John Dugdale’a, nie ma dzieci